# Waldemar Łysakowski
Waldemar Stanisław Łysakowski (ur. 24 sierpnia 1934, zm. 22 kwietnia 2025) – polski prawnik, doktor, sędzia Sądu Najwyższego od 11 lutego 1980 do 30 czerwca 1990 r. Był wieloletnim wykładowcą akademickim.
Zmarł 22 kwietnia 2025 i 28 kwietnia tego samego roku został pochowany na cmentarzu przy ulicy Smętnej we Wrocławiu, sektor 12 rząd 44 grób 9.